# Pareas margaritophorus
Pareas margaritophorus е вид влечуго от семейство Pareatidae. Видът не е застрашен от изчезване.

## Разпространение и местообитание
Разпространен е във Виетнам, Камбоджа, Китай (Гуандун, Гуанси и Хайнан), Лаос, Малайзия (Западна Малайзия), Мианмар, Тайланд и Хонконг.
Обитава гористи местности, планини и възвишения.

## Описание
Популацията на вида е стабилна.